# Prvenstvo Osječkog nogometnog podsaveza – Provincija 1925./26.
Natjecanje za prvenstvo Provincije Osječkog nogometnog podsaveza u sezoni 1925./26. 
  
Prvak je bio klub "Cibalija" iz Vinkovaca. 

## Sustav natjecanja
U odnosu na protekle sezone, ukinuto je natjecanje po župama. Igrano jednostrukim kup-sustavom. Pobjednik prvenstva Provincije je potom s prvakom Osječke skupine Osječkog nogometnog podsaveza igrao za prvaka Podsaveza, koji je potom stekao plasman u državno prvenstvo.

## Sudionici
- Belišćanski ŠK (Belišće)
- Šparta Beli Manastir
- Certissa Đakovo
- Hajduk Đakovo
- Taninpila (Đurđenovac – Sušine)
- ŠK Ljeskovica
- Krndija Našice
- Olimpija Osijek
- Slatinski NŠK Podravska Slatina
- PGŠK Požega
- Cibalija Vinkovci
- Herut Vinkovci
- Obrtna omladina Vinkovci
- Sloga Vinkovci
- Željeznički SK Vinkovci
- Jadran Virovitica
- Virovitički GŠK Virovitica
- Sremac Vukovar

 
Ljeskovica – tadašnji naziv za naselje Stara Ljeskovica 
 
Podravska Slatina – tadašnji naziv za naselje Slatina

## Rezultati
Igrano u travnju i svibnju 1926. 
I. kolo
| datum             | par                                              | rezultat   | napomene                                      |
| ----------------- | ------------------------------------------------ | ---------- | --------------------------------------------- |
| 11. travnja 1926. | Cibalija Vinkovci – Obrtna omladina Vinkovci     | 3:0 p.f.   | Cibalija prošla bez borbe                     |
| 11. travnja 1926. | Herut Vinkovci – Sloga Vinkovci                  | 0:3 p.f.   | Sloga prošla bez borbe                        |
| 11. travnja 1926. | Sremac Vukovar – Željeznički SK Vinkovci         | 4:2        |                                               |
| 11. travnja 1926. | Certissa Đakovo – Hajduk Đakovo                  | 2:1 (prod) | nakon produžetaka, regularni dio utakmice 1:1 |
| 11. travnja 1926. | Belišćanski ŠK (Belišće) – ŠK Ljeskovica         | 3:0 p.f.   | Belišćanski ŠK prošao bez borbe               |
| 11. travnja 1926. | Krndija Našice – Taninpila (Đurđenovac – Sušine) | 3:0 p.f.   | Krndija prošla bez borbe                      |
| 11. travnja 1926. | PGŠK Požega – Slatinski NŠK Podravska Slatina    | 3:0 p.f.   | PGŠK prošao bez borbe                         |
| 11. travnja 1926. | Virovitički GŠK Virovitica – Jadran Virovitica   | 2:3        |                                               |
| 11. travnja 1926. | Šparta Beli Manastir – Olimpija Osijek           | 0:2        |                                               |

II. kolo
| datum                               | par                                       | rezultat        | napomene                                                                                                   |
| ----------------------------------- | ----------------------------------------- | --------------- | --- |
| 18. travnja 1926.                   | Cibalija Vinkovci – Sloga Vinkovci        | 3:0 p.f.        | Cibalija prošla bez borbe                                                                                  |
| 18. travnja 1926.                   | Certissa Đakovo – Sremac Vukovar          | 3:0 p.f.        | Certissa prošla bez borbe                                                                                  |
| 18. travnja 1926. 25. travnja 1926. | Belišćanski ŠK (Belišće) – Krndija Našice | 1:1 (prod.) 2:0 | utakmica ostala neriješeno (1:1) nakon produžetaka, pa je igrana nova Belišćanski ŠK domaćin obje utakmice |
| 18. travnja 1926.                   | Jadran Virovitica – PGŠK Požega           | 4:2             | |

III. kolo
| datum             | par                                          | rezultat | napomene |
| ----------------- | -------------------------------------------- | -------- | -------- |
| 25. travnja 1926. | Cibalija Vinkovci – Certissa Đakovo          | 4:1      |          |
| 9. svibnja 1926.  | Jadran Virovitica – Belišćanski ŠK (Belišće) | 3:0      |          |

Poluzavršnica
| datum            | par                                 | rezultat | napomene |
| ---------------- | ----------------------------------- | -------- | -------- |
| 9. svibnja 1926. | Cibalija Vinkovci – Olimpija Osijek | 7:1      |          |

Završnica
| datum             | par                                   | rezultat | napomene                      |
| ----------------- | ------------------------------------- | -------- | ----------------------------- |
| 30. svibnja 1926. | Cibalija Vinkovci – Jadran Virovitica | 2:0      | Cibalija prvak Provincije ONP |

## Za prvaka podsaveza
| datum            | par                                | rezultat | napomene |
| ---------------- | ---------------------------------- | -------- | -------- |
| 20. lipnja 1926. | Slavija Osijek – Cibalija Vinkovci | 4:1      |          |

- "Slavija" prvak Osječkog nogometnog podsaveza, te je ostvarila plasman u Državno prvenstvo za 1926.